# Аратюрюк (повіт)
Аратюрюк/Їу (уйг. ئارا تۈرۈك ناھىيىسى; Ara Türük Nahiyisi; Ara Türük Nah̡iyisi; кит. 伊吾县, пін. Yiwu Xian) — повіт у префектурі Хамі Сіньцзян-Уйгурського автономного району КНР. Адміністративний центр — місто Їу (Аратюрюк). Площа повіту — 19 511 км². Населення на 2002 рік становило близько 20 000 осіб.

## Географія
Повіт розташований у північно-східній частині префектури Хамі, між гірським хребтом Карликтаг — уздовж хребта проходить межа з міським повітом Хамі (Кумул) того ж округу — і державним кордоном КНР з Монголією. За гірським хребтом більшість волостей знаходиться у пустелі Гобі.
Деякі волості (муніципалітети) важливих населених пунктів розміщені в оазах, які зрошуються за допомогою річки Їу, що тече на північ від гір Карликтагу та зникає у пустелі. До них належать з півдня на північ: містечко Аратюрюк (伊吾镇, столиця повіту), волость Вейцзіся (苇子峡乡) та містечко Лаомаоху (淖毛湖镇).

## Історія
Станом на 1920 рік, територія теперішнього Аратюрюка передавалася як Тухулу (吐 葫芦), і ця назва по сьогоднішній день зберігається за прилеглою до міста волостю Тухулу (吐葫芦乡). Тоді це було перше місце з наявною річкою та сільським господарством, якого могли досягнути утомлені мандрівники зі сходу після кілька сотень кілометрів пустелі від річки Едзін-Гол у Внутрішній Монголії.
Інші території повіту включають Цяньшань-Казахську національну волость (前山 哈萨克族 乡), волость Яньчі (盐池 乡) та волость Сямая (下马 崖 乡).
| Китай | Це незавершена стаття з географії КНР. Ви можете допомогти проєкту, виправивши або дописавши її. |

1. ↑  国务院第七次全国人口普查领导小组办公室 中国人口普查分县资料—2020 — 北京市: 中国统计出版社, 2022. — 983 с. — ISBN 978-7-5037-9772-9